# Douglas Hines
Douglas Hines (* 20. Juli 1923; † 16. Januar 2006 in Los Angeles, Kalifornien) war ein US-amerikanischer Filmeditor.

## Leben
Douglas Hines war einer der bedeutendsten Editoren des US-amerikanischen Fernsehens. Seit den beginnenden 1960er Jahren arbeitete er für Serien wie Mister Ed, Mary Tyler Moore, Rhoda, Taxi, Warum eigentlich … bringen wir den Chef nicht um?, Cheers und Die Tracey Ullman Show. Zwischen 1975 und 1990 war er achtmal für den Emmy nominiert. Viermal gewann er ihn (1975 und 1977 für Mary Tyler Moore, 1990 zweimal, für Die Tracey Ullman Show und ein Special zu dieser Serie). 1985 bis 1987 war er zudem dreimal in Folge für den Preis der American Cinema Editors nominiert (jeweils für Cheers).